# راندي تورنبول
راندي تورنبول هو لاعب هوكي الجليد كندي، ولد في 7 فبراير 1962 في Bentley, Alberta ‏ في كندا.

## وصلات خارجية
- راندي تورنبول على موقع دوري الهوكي الوطني (الإنجليزية)
- راندي تورنبول على موقع EliteProspects.com (الإنجليزية)
- راندي تورنبول على موقع HockeyDB.com (الإنجليزية)
- راندي تورنبول على موقع Hockey-Reference.com (الإنجليزية)